# Mickleham
Mickleham est un village du Surrey en Angleterre, situé entre les villes de Dorking et Leatherhead.
En 2011 sa population était de 585 habitants.